# Barneveld Zuid vasútállomás
Barneveld Zuid vasútállomás vasútállomás Hollandiában, Barneveld községben, Barneveld településen.

## Vasútvonalak
Az állomást az alábbi vasútvonalak érintik:
- Nijkerk–Ede-Wageningen-vasútvonal

## Kapcsolódó állomások
A vasútállomáshoz az alábbi állomások vannak a legközelebb:
- Barneveld Centrum vasútállomás
- Lunteren vasútállomás